# Pro Evolution Soccer 2009
Pro Evolution Soccer 2009 (abreviat PES 2009) este un joc video din seria Pro Evolution Soccer creat de firma japoneză de jocuri Konami.

## Competiții

### Ligi licențiate
Ligile de mai jos sunt licențiate complet, ca și toate echipele din aceste ligi și turneele:
- La Liga (lipsesc logo-urile și numele ligilor)
- Ligue 1
- Serie A
- Eredivisie

### Ligi nelicențiate
- Liga Engleză (Barclays Premier League)
- Altă Ligă A
- Altă Ligă B
- Altă Ligă C

### Cupe nelicențiate
- Cupa Angliei (F.A. Cup)
- Cupa Franței (Coupe de France)
- Cupa Italiei (Coppa Italia)
- Cupa Olandei (KNVB Beker)
- Cupa Spaniei (Copa del Rey)
- Cupa Europei (UEFA European Football Championship — UEFA Euro 2012)
- UEFA Masters (Cupa UEFA)
- Cupa Internațională (FIFA World Cup)
- Cupa Africii (African Cup of Nations)
- Cupa Americii (Copa América)
- Cupa Asiei-Oceaniei (Asian Nations Cup, AFC Asian Cup sau AFC/OFC Challenge Cup)

## Coloana sonoră
| Gen         | Titlu                             |
| ----------- | --------------------------------- |
| Acid Jazz   | Halftime Hero                     |
| Acid Jazz   | Ambiguous Tea                     |
| Acid Jazz   | Rest And Strain                   |
| Big Beat    | Super Saviour                     |
| Drum'n'Bass | Preparedness                      |
| Electrock   | Bring it On                       |
| Electrock   | Kickin' For A Livin'              |
| Electrock   | On Time/All Mine                  |
| Funk        | Get easy                          |
| Funk        | Small and Fat                     |
| Grunge      | All About The Money               |
| Grunge      | Big Shoes                         |
| Grunge      | Lay Low                           |
| Indie/Pop   | Echoes In My Head                 |
| Indie/Pop   | Straighten Out                    |
| Indie/Rock  | Where The Sun Meets The Sea       |
| Indie/Rock  | Testament                         |
| Indie/Rock  | Hearts & Nails                    |
| Indie/Rock  | Today Somehow                     |
| Indie/Rock  | Do It Again                       |
| Indie/Rock  | People Power                      |
| Latin House | Like A Dance                      |
| Pop         | Let's Move                        |
| Pop         | My Epiphany                       |
| Pop         | We're on your team                |
| Punk        | Born to Win                       |
| Punk        | Love of the Game                  |
| Punk        | Everyman For Himself              |
| Punk        | High stakes                       |
| Rock        | Hero For A Day                    |
| Rock        | We're Alright                     |
| Rock        | The game moved                    |
| Rock        | The level                         |
| Rock        | Get Your Game On                  |
| Rock        | Yellow Card                       |
| Techno      | From East to West                 |
| Trance      | 22 Heroes                         |
| Trance      | Winning Anthem (Original Version) |
| Trance      | r.e.d.                            |
| Trip Hop    | Be Your Answer                    |
| Trip Hop    | Franken Girl                      |
| Trip Hop    | Harder Ground                     |